# Aktywność optyczna

Schemat pomiaru aktywności optycznej. 3 i 7 - polaryzatory, 5 - próbka. Strzałki wskazują polaryzację.

Aktywność optyczna, skręcalność optyczna, czynność optyczna – właściwość niektórych związków chemicznych polegająca na skręcaniu płaszczyzny polaryzacji światła spolaryzowanego liniowo.
Aktywność optyczna jest rodzajem dwójłomności, powiązanym zjawiskiem związanym z absorpcją światła jest dichroizm kołowy.
Zjawisko skręcania płaszczyzny polaryzacji światła spolaryzowanego następuje, gdy zmianie ulegają kierunek i płaszczyzna drgań wektora oraz prostopadłej do niej płaszczyzny polaryzacji. Skręcenie płaszczyzny polaryzacji wywołane jest oddziaływaniem światła z cząsteczkami substancji skręcającej znajdującej się na drodze wiązki świetlnej, przez którą przechodzi światło spolaryzowane liniowo. Obecnie znane są liczne związki zarówno krystaliczne, jak i bezpostaciowe lub w postaci roztworów, wykazujące zdolność skręcania płaszczyzny polaryzacji. Noszą one nazwę związków optycznie czynnych. Kąt skręcenia płaszczyzny polaryzacji światła jest charakterystyczny dla danej substancji.
Warunkiem koniecznym występowania aktywności optycznej cząsteczek jest ich chiralność, czyli istnienie w formie dwóch nienakładalnych enancjomerów. Nie wszystkie cząsteczki chiralne wykazują jednak aktywność optyczną. Aby ją wykazywać w zauważalnym stopniu, chiralne cząsteczki muszą mieć silnie spolaryzowane wiązania chemiczne blisko centrum chiralności lub mieć przy tym centrum znacząco różne podstawniki.
Skręcalność optyczna (której wartość liczbową podaje się jako skręcalność właściwą) jest funkcją długości fali światła (zjawisko to określa się jako dyspersję skręcalności optycznej). Znane są cząsteczki, które dla jednej długości fali skręcają światło w lewo, a dla innej w prawo, a jeszcze dla innej długości w ogóle nie skręcają. Określona konfiguracja przestrzenna cząsteczek nie przekłada się więc bezpośrednio na określoną aktywność optyczną. Z budowy przestrzennej cząsteczki nie da się z całkowitą pewnością bezpośrednio wywnioskować, w którą stronę będzie ona skręcać płaszczyznę polaryzacji światła.

## Konfiguracja absolutna
Tzw. konfiguracja absolutna cząsteczki może być określona bezpośrednio tylko w wyniku badań metodą rentgenografii strukturalnej lub pośrednio – poprzez przeprowadzenie jej syntezy asymetrycznej z substratów o wcześniej ustalonej konfiguracji absolutnej. Nie da się jej natomiast wywieść wprost z samych badań skręcalności płaszczyzny polaryzacji światła. W wielu grupach organicznych związków chemicznych zbierany przez lata materiał porównawczy pozwala jednak z dużą precyzją przewidzieć konfigurację absolutną na podstawie kierunku skręcania płaszczyzny polaryzacji światła. Np: w chemii steroidów istnieje tzw. reguła oktantów pozwalająca powiązać absolutną konfigurację cząsteczki z jej aktywnością optyczną. Podobne reguły znane są także dla aminokwasów i węglowodanów.
Skręcalność optyczną wykazuje wiele związków organicznych jak i nieorganicznych. Większość związków wykazujących tę cechę ma zazwyczaj jeden lub więcej atomów, do których są przyłączone co najmniej trzy różne podstawniki nie leżące na jednej płaszczyźnie. Atomy takie nazywa się centrami chiralności. Istnieją jednak także związki chemiczne, w których tego rodzaju atomy nie występują, ale są one chiralne jako całość np. na skutek budowy spiralnej, lub gdy posiadają sztywne ugrupowania cykliczne. Z drugiej strony występowanie niesymetrycznych atomów w cząsteczce nie gwarantuje ich chiralności (np:  diasteroizomery).
W przypadku związków organicznych, centrami chiralności są zwykle atomy węgla, które posiadają cztery różne podstawniki. Dokładne wzajemne ustawienie tych podstawników względem siebie w przestrzeni jest nazywane konfiguracją absolutną. Konfigurację tę oznacza się literami R i S stawianymi przed systematyczną nazwą związku. Zasady ustalania tej konfiguracji są jednoznacznie precyzyjne, dzięki czemu można z samej nazwy związku odtworzyć dokładnie jej konfigurację przestrzenną.
Często spotykane w biochemii oznaczanie typów enancjomerów (+) i (–) wynika bezpośrednio z tego, jak  skręcają one płaszczyznę polaryzacji monochromatycznego światła spolaryzowanego o długości odpowiadającej tzw. pierwszej linii sodowej, natomiast nic nie mówi o ich konfiguracji absolutnej. Enancjomery (+) skręcają płaszczyznę polaryzacji światła w prawo, zaś (–) w lewo.
Enancjomery (+) i (–) skręcają płaszczyznę polaryzacji światła zawsze dokładnie o taki sam kąt, ale w przeciwną stronę, dlatego ich równomolowa mieszanina wykazuje skręcalność zerową i nazywa się mieszaniną racemiczną. Pomiar aktywności optycznej jest często stosowany do określenia czystości enancjomerycznej (patrz nadmiar enancjomeryczny). Jest to jednak możliwe dopiero wtedy, gdy zna się wartość skręcalności optycznej dla czystych enancjomerów.
Wszystkie chiralne związki organiczne produkowane przez organizmy żywe istnieją tylko w postaci jednego z dwóch możliwych enancjomerów. Pomiar aktywności optycznej jest więc bardzo prostą metodą umożliwiającą rozróżnienie ich od sztucznie syntetyzowanych mieszanin racemicznych, aczkolwiek postępy w syntezie asymetrycznej umożliwiają współcześnie otrzymywanie wielu czystych enancjomerów, zupełnie nieodróżnialnych od ich naturalnych pierwowzorów.
Ilościowo aktywność optyczna określana jest przez takie parametry jak skręcalność właściwa, krzywa ORD, dichroizm kołowy.